# 日野町立根雨小学校
日野町立根雨小学校（ひのちょうりつ ねうしょうがっこう）は、かつて鳥取県日野郡日野町野田にあった公立小学校。
2023年（令和5年）4月に黒坂小学校・日野中学校と統合し、義務教育学校「日野町立日野学園」へ移行。

## 沿革
- 1873年（明治6年）6月 - 根雨学校開校。
- 1882年（明治15年）12月 - 公立根雨小学校と改称。
- 1886年（明治19年） - 根雨尋常小学校と改称。
- 1916年（大正5年）4月 - 日野高等小学校を合併、根雨尋常高等小学校となる。
- 1941年（昭和16年）4月1日 - 国民学校令により根雨国民学校と改称。
- 1947年（昭和22年）4月1日 - 学制改革により根雨町立根雨小学校と改称。
- 1959年（昭和34年）5月 - 根雨町と黒坂町が合併、日野町発足に伴い日野町立根雨小学校と改称。
- 1973年（昭和48年）4月 - 真住小学校、板井原小学校を統合。
- 1974年（昭和49年）4月 - 現在地に新校舎を新築、移転。[2]
- 1982年（昭和57年）4月 - 日野町立日野小学校を統合。
- 2023年（令和5年）3月 - 日野町立黒坂小学校・日野中学校との統合により廃校

## 通学区域
- 安原、榎市、下榎、貝原、金持、高尾、根雨、三谷、三土、秋縄、舟場、小原、濁谷、津地、板井原、別所、本郷、門谷、野田

## 進学先中学校
- 日野町立日野中学校

## 交通アクセス
- JR伯備線 根雨駅より1kｍ

## 著名な出身者
- 木山義喬（洋画家、漫画家）
- 生田長江（評論家、翻訳家、劇作家、小説家）